# تلوث التربة
التلوث الطبيعي 

تلوث تربة

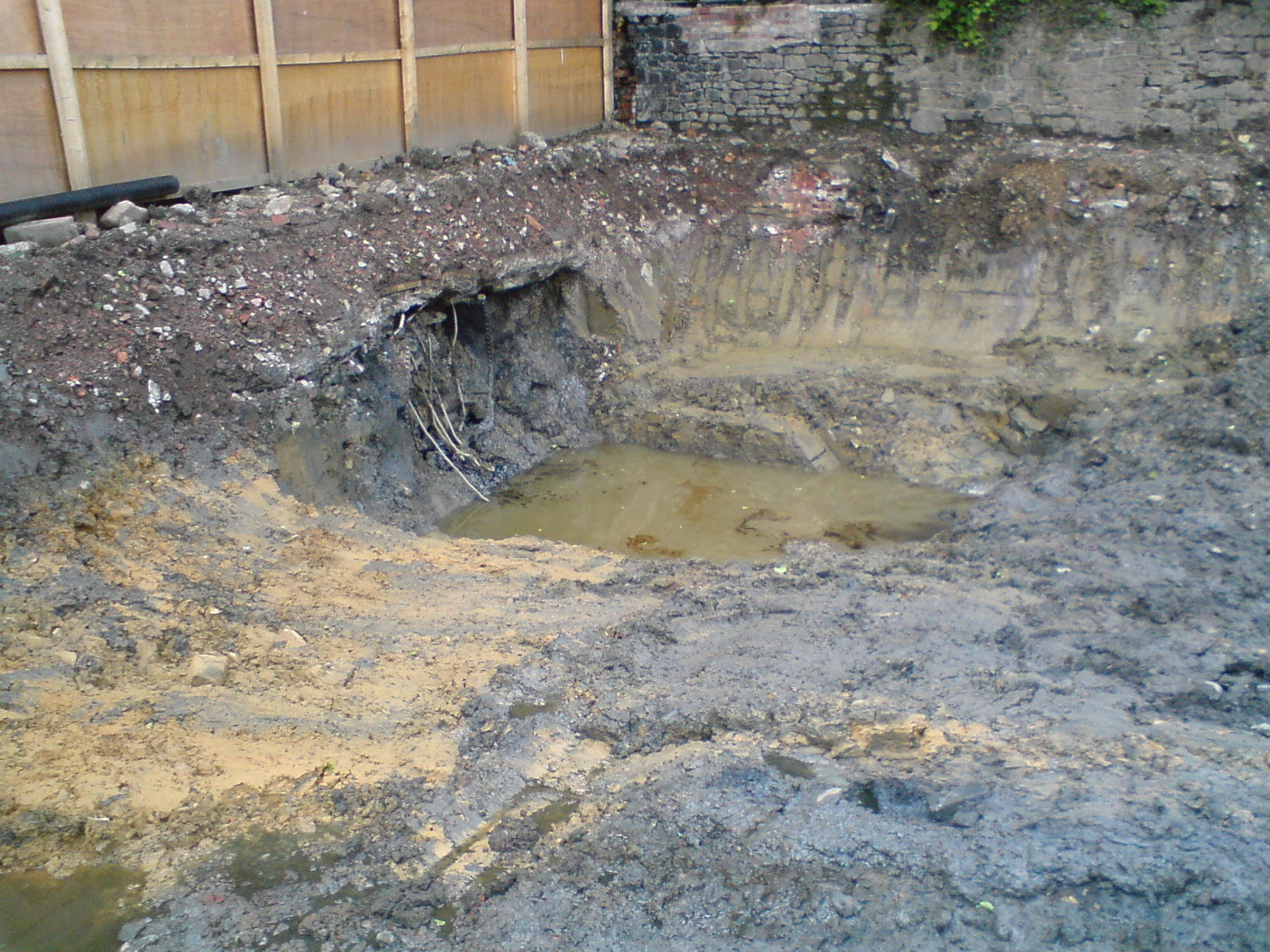

تلوّث التربة هو دخول مواد غريبة في التربة أو زيادة في تركيز إحدى مكوناتها الطبيعية، الأمر الذي يؤدي إلى تغير في التركيب الكيميائي والفيزيائي للتربة، وهذه المواد يطلق عليها ملوثات التربة وقد تكون مبيدات أو أسمدة كيميائية أو أمطار حمضية أو نفايات (صناعية - منزلية - مشعة وغيرها ... ) وغيرها. تعتبر التربة ملوثة باحتوائها على مادة أو مواد بكميات أو تركيزات على غير العادة سواء بالزيادة أو النقصان فتسبب خطر على صحة الإنسان والحيوان والنبات أو المنشآت الهندسية على حساب الأراضي الزراعية أو المياه السطحية والجوفية
وتعتبر من أبرز مشكلات البيئة وأكثرها تعقيداً وأصعبها حلاً. ويؤدي تلوث التربة إلى تلوث المحاصيل الزراعية، الأمر الذي يؤدي إلى الإضرار بصحة الإنسان الذي يتغذى عليها مباشرة، وعن طريق انتقال الملوثات إلى المنتجات الحيوانية كالحليب والبيض واللحم. ومصادر تلوث التربة عديدة منها الغلاف الجوي والغلاف المائي والغلاف الحيوي بما في ذلك الإنسان وأنشطته.

## مكونات التربة
من المكونات الحيوية للتربة نذكر: الأملاح المعدنية والمواد العضوية والكائنات الدقيقة والماء والهواء.
وتختلف نسبة الأملاح الذوابة في الماء من تربة إلى أخرى، فمن الأملاح المعدنية الشاردية الموجبة نجد أملاح الكالسيوم والصوديوم والمغنزيوم وغيرها. ومن الشوارد السالبة الرئيسية: الفحمات الفوسفات والنترات وغيرها المتواجدة في محلول التربة وتكون بشكل ممدد، ومن أكثر المحاليل المعدنية انتشاراً في التربة كربونات الكالسيوم وكبريتات الكالسيوم وأكاسيد الحديد والألمنيوم.
وتحتوي التربة على كميات كبيرة نسبياً من الغضار ذو الأهمية الكبيرة لنمو النباتات، حيث أن وجود الغضار يعطي التربة قدرة عالية على الاحتفاظ بالماء، والتربة المتوازنة هي تلك التي تتألف من الغضار والكلس والرمل وهي أفضل الترب الملائمة للزراعة.
وتعد المادة العضوية من المكونات المهمة في التربة والتي تأتي بشكل أساسي نتيجة التفكك الجزئي للبقايا النباتية، وتحلل بقايا جثث الحيوانات، وتشكل السماد الطبيعي المفيد للتربة. وعند تواجدها في التربة تعمل على تحسين خواص التربة المختلفة الفيزيائية والكيميائية والخصوبية والحيوية، وتشكل المواد العضوية في التربة المحور الأساسي لمعظم العمليات الحيوية التي تقوم بها الكائنات الحية من جراثيم وفطور في التربة، كما تعمل على ربط مكونات التربة الحبيبية وجمعها معاً، وينتج عن فقر التربة بالمواد العضوية تحولها إلى ترب صحراوية وشبه صحراوية.
وتشتمل أحياء التربة Soil Organisms على الجراثيم والفطور والأحياء الدقيقة الأخرى التي تعمل على تفكيك السليلوز والمواد المشابهة لتُشكل الدبال. وهناك حيوانات التربة وحيدة الخلية الحيوانية والديدان والحشرات وغيرها التي تعيش في التربة، التي تفيد في خلخلة التربة مما يسهّل دخول الهواء وتوزع الماء.

## طبقات التربة
يمكن تمييز ثلاث طبقات متتالية في التربة وهي:
- الطبقة السطحية Surface Soil: وهي الطبقة التي تغلف الأرض وعمقها لا يتجاوز العدة سنتيمترات، كما أنها تحوي على المواد العضوية، وتعيش فيها معظم الكائنات الحية الدقيقة والديدان والحشرات، وهذه الطبقة معرضة للانجراف والتخريب أكثر من غيرها.
- الطبقة تحت التربة Subsoil: تقع مباشرة تحت الطبقة السطحية وفيها قليل من الدبال والكائنات الحية الدقيقة مقارنة بالطبقة السطحية.
- طبقة الصخر الأم Solid: وهي الطبقة الأصلية التي تكونت منها التربة وهي أقل عرضة لعوامل تكوّن التربة مثل الحرارة والرطوبة والرياح.[5]